# Gjelsida
Die Gjelsida (norwegisch für Schluchtseite) ist eine Gebirgsgruppe im ostantarktischen Königin-Maud-Land. Sie ist Teil der Smedfjella im Zentrum des Gebirges Sør Rondane und liegt an der Westflanke des Gjelbreen.
Wissenschaftler des Norwegischen Polarinstituts benannten sie 2017 in Anlehnung an die Benennung des benachbarten Gletschers.